# Серова, Дария Евгеньевна
Дария Евге́ньевна Серо́ва (род. 24 июля 1982, Кировск, Мурманская область, СССР) — российская спортсменка, мастер спорта международного класса.
Семикратная чемпионка Европы, двукратная абсолютная чемпионка России, лидер сборной команды России, член олимпийской сборной команды России. Участница и финалистка Олимпийских Игр в Ванкувере и Олимпиаде в Турине по фристайлу.
Ныне проживает в Москве (с 1999 года). Представляет СК Вооруженных сил РФ, ЭШВСМ и г. Москву (с 2005 года, ранее выступала за Кировск). Закончила Российский государственный университет физической культуры спорта и туризма, факультет индивидуального профобразования.
Является представительницей горнолыжной династии. Тренер (отец спортсменки): Евгений Серов — один из руководителей Федерации фристайла России, входит в штаб российской сборной.

## Достижения
- Кубок Европы 2009 (могул) — 1 место
- Кубок России 2009 (могул) — 1 место
- Чемпионат России 2005 (могул) — 1 место
- Кубок России 2001 (могул) — 3 место
- победительница в двух дисциплинах Кубка Европы

На Олимпиаде в Турине в квалификации заняла десятое место с 23,49 балла, в финале — тринадцатое с 22,44 балла, показав лучший результат среди российских спортсменок в могуле.